# Cerámica plumbate

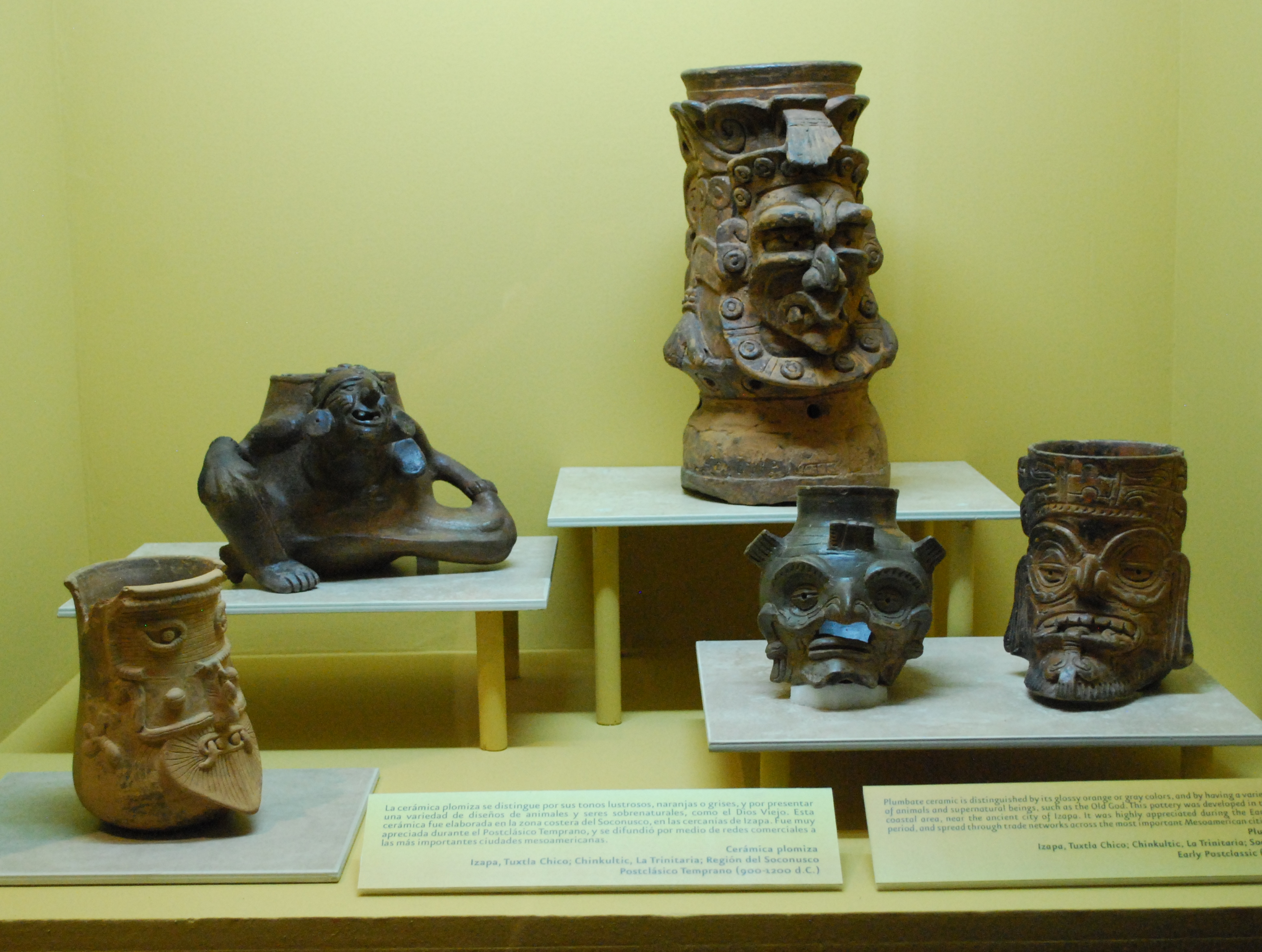
Regional Museum in Tuxtla Gutiérrez. Región del soconusco, Chiapas, México

La cerámica plumbate o bien cerámica plomiza es la cerámica producida por los pueblos del sur de Chiapas y el occidente de Guatemala.  

## Descripción
Existen dos tipos diferenciados el tohil plumbate, siendo la más adornada, que pertenece al Período Posclásico Temprano y que se encuentra por todo el sur de Mesoamérica y aún hasta Panamá al sur y Nayarit al norte, y el san juan plumbate que pertenece al Clásico Tardío y Terminal y que se limita al sur de Guatemala y regiones vecinas. La zona de procedencia de las pastas y engobe son muy próximas.
Estaba cubierta por un engobe coloidal cocido a una temperatura bastante elevada, y que por su composición en hierro y cromo, daba a las piezas un aspecto de lustre metálico con una gama de colores que oscilaba entre el gris, violeta, naranja y verde. Estos dos tipos de cerámica,  tienen un valor enorme, ya que partiendo de una zona geográfica muy limitada, se difundió mediante el comercio por todas las ciudades importantes de Mesoamérica.
Las piezas de tipo Tohil suelen ser vasijas-efigie, miniaturas o artículos suntuarios. Se han encontrado restos de este tipo de artículos en las ruinas de la antigua capital tolteca de Tollan-Xicocotitlan (conocida popularmente como Tula), a más de mil kilómetros de distancia de la zona donde se produjeron; así como en otros sitios relacionados con la cultura tolteca, como Cihuatán (El Salvador) y Chichén Itzá (Yucatán).

## Galería

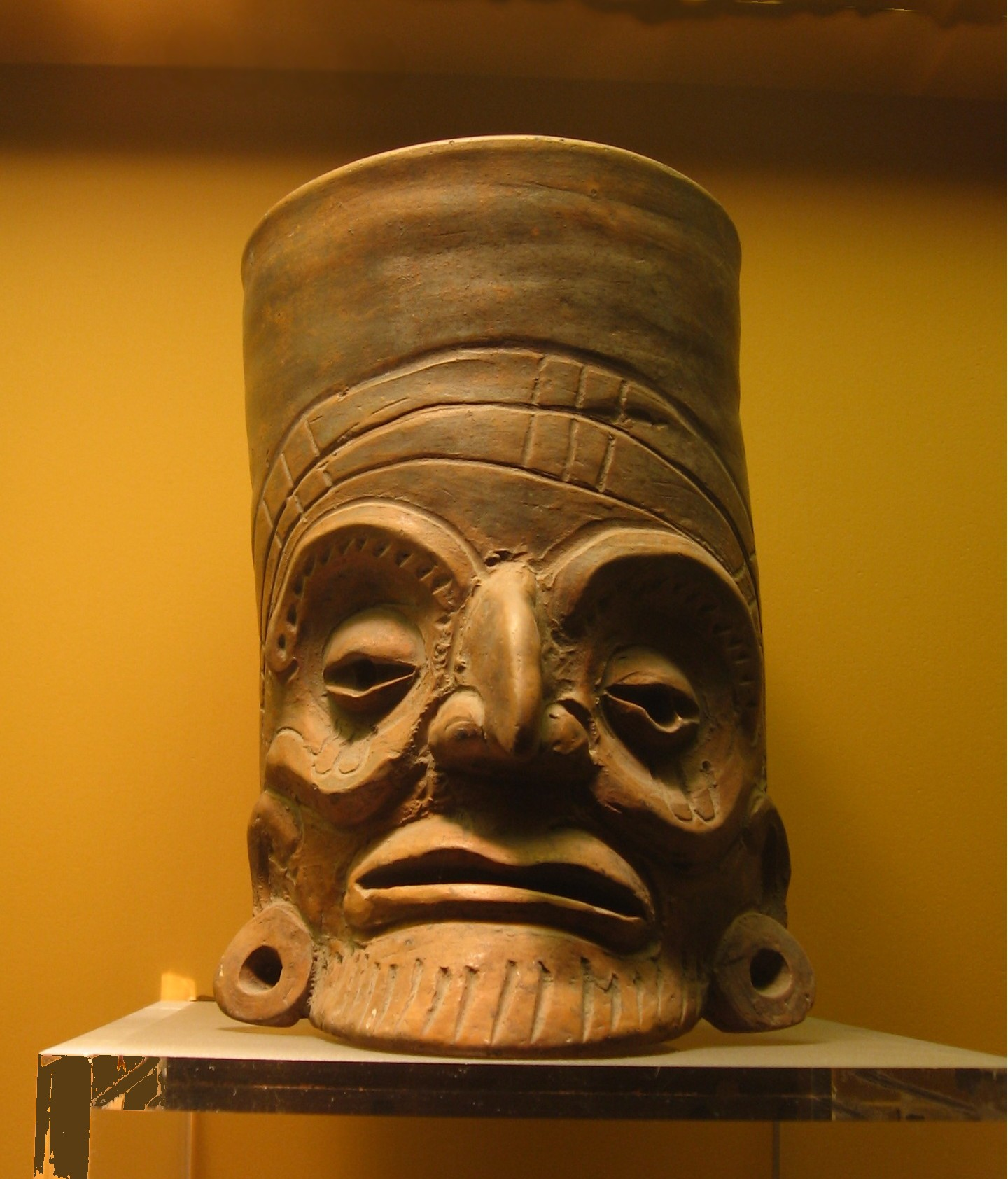
Vaso-efigie tipo Tohil plomizo.
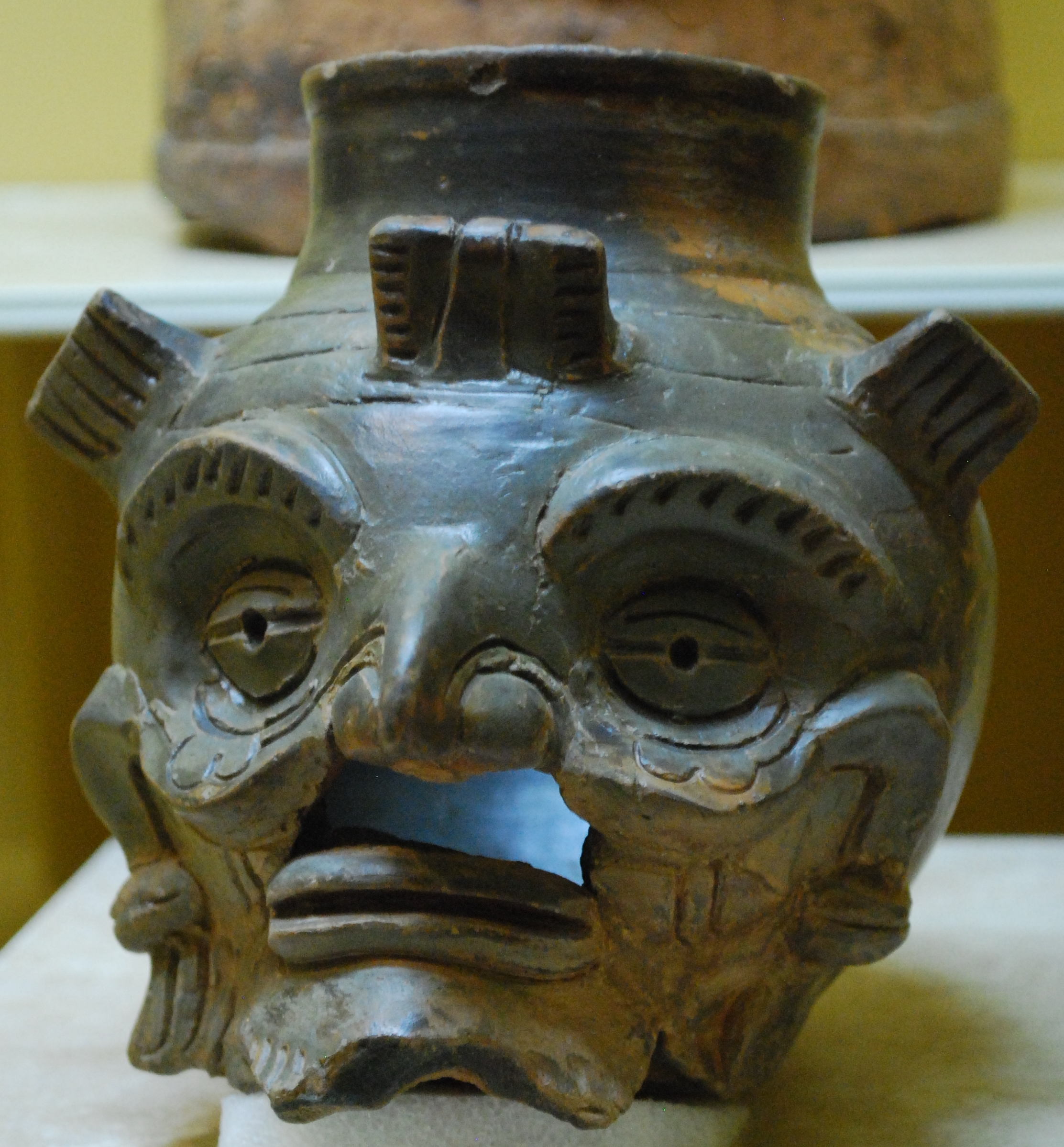
La Trinitaria, Chiapas expuesto en el museo Regional en Tuxtla Gutierrez, Chiapas, México.
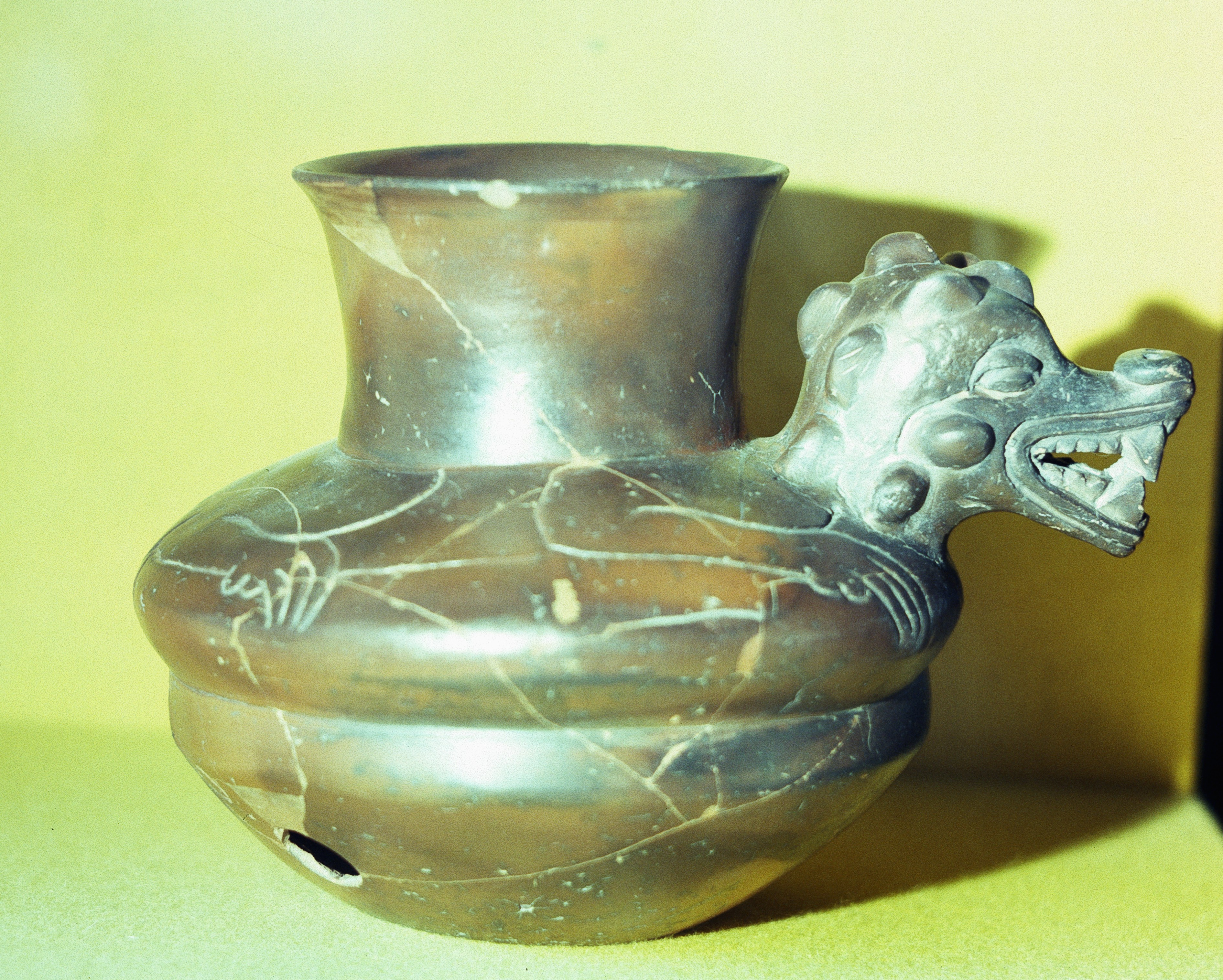
Tula, Hidalgo, Mexico: plumbate vessel
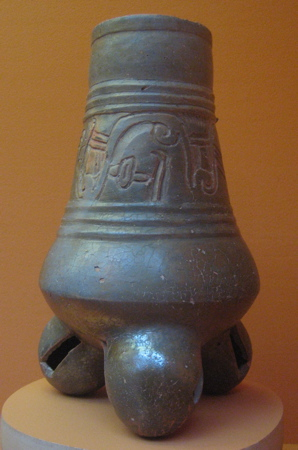
Tripod Vessel with Rattles, A.D. 900-1200. Ceramic, Fine Orange ceramic with plumbate glaze

### Búsqueda práctica
La técnica precolombina del barro bruñido se deriva de almagres naturales ricos en mica, la síntesis de "barniz" a partir de la molienda de mica sódica con una zeolita sintética del tipo fosfato-sílice-zinc (FSZ).